# Diorite

Schéma des processus conduisant à une fusion partielle du manteau supérieur. Les graphes montrent le géotherme en rouge et le solidus en vert. La fusion partielle concerne les profondeurs (z) où la température du géotherme excède celle du solidus. De A à D on a représenté différents contextes de la tectonique des plaques :
A) géotherme et solidus normaux : pas de fusion partielle ;
B) remontée adiabatique sous une dorsale médio-océanique : le manteau est anormalement chaud à faible profondeur ;
C) remontée d'un diapir mantellique : le manteau est anormalement chaud à grande profondeur ;
D) libération de fluides (surtout) dans une zone de subduction : la température du solidus est anormalement basse dans le coin de manteau qui la surplombe. Un magma chimiquement intermédiaire donne naissance à une andésite volcanique ou à sa racine profonde, la diorite.

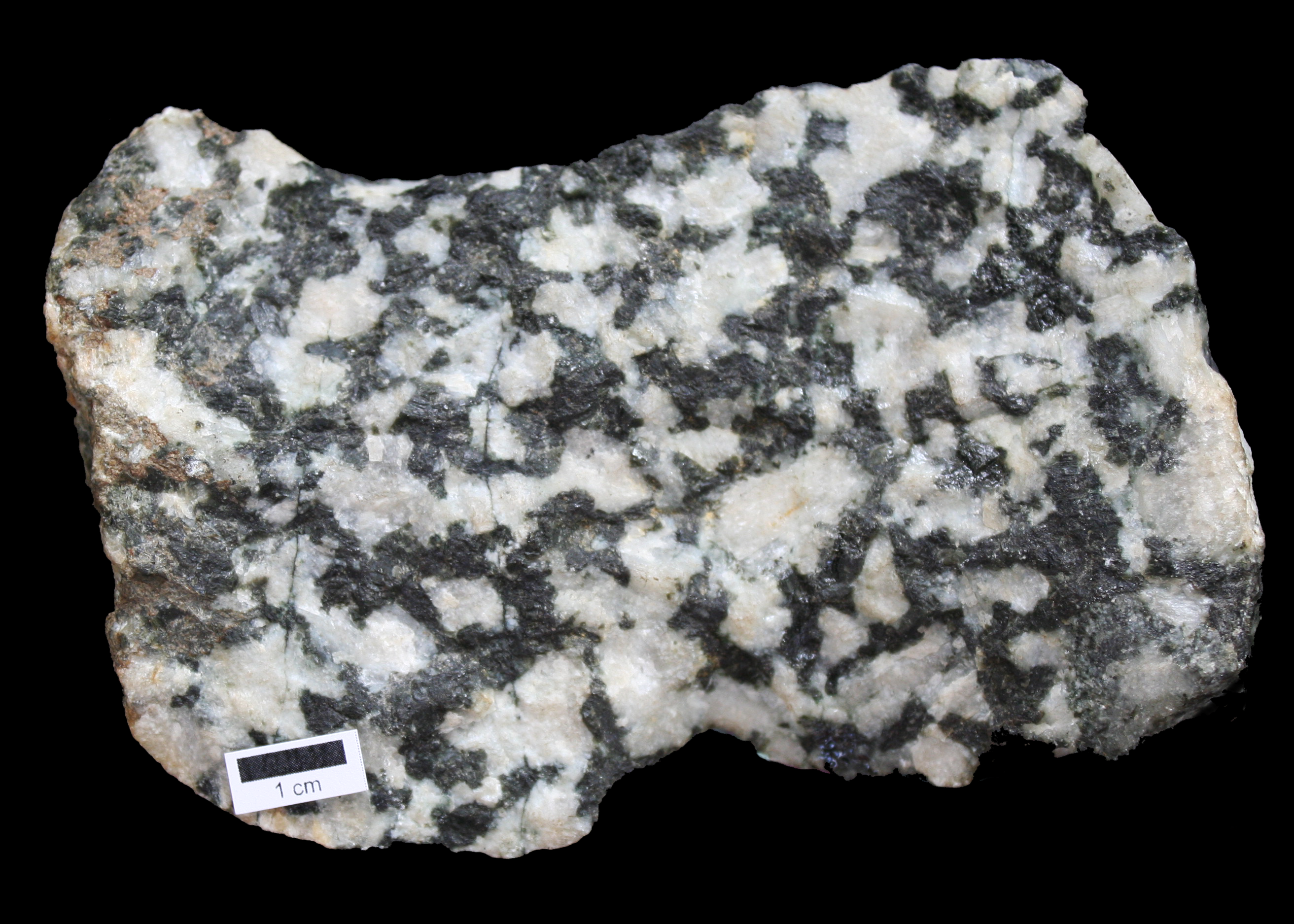
Diorite.

La diorite est une roche magmatique plutonique grenue composée de plagioclase, d'amphibole verte (hornblende), et de mica (y compris parfois de la biotite) en moindre proportions. Elle se distingue du gabbro par l'absence d'olivine, et du granite par son absence de quartz (diorite stricto sensu) ou en quantité moindre (diorite quartzique) en raison d'une richesse moins grande en silice. Cette roche provient de magmas chimiquement intermédiaires entre les magmas granitiques et les magmas basaltiques, et qui se mettent en place dans des zones de rifting ou de subduction, donnant par fusion partielle des roches appelées andésites quand elles sont volcaniques et diorites quand elles sont plutoniques.
La diorite a été utilisée dès la préhistoire à des fins décoratives. L'empire d'Akkad en a notamment fait beaucoup usage, mais également plusieurs autres civilisations, pour la sculpture et pour l'usage de pierres de construction.
Le nom diorite a été formé au début du xixe siècle par le minéralogiste René Just Haüy à partir du verbe grec ancien διορίζω / diorídzõ, « distinguer ».

## Gisements
La diorite est répandue dans les massifs montagneux dits granitiques (« granitoïdes » serait plus juste), où cette roche se trouve sous forme de plutons, de sills ou encore de dykes.
En Europe, on trouve des gisements dans les zones suivantes : Forêt-Noire, Odenwald, Vosges, Harz, Alpes centrales, Autriche.
La diorite est l'équivalent intrusif de l'andésite qui est extrusive.
Elle est souvent associée au gabbro ou à la granodiorite dans les plutons entre lesquels elle représente un intermédiaire en termes de richesse en silice (55 % – 65 %), ainsi qu'au granite dans les sills.

## Typologie

Composition minéralogique des roches magmatiques.

La diorite est généralement une roche claire, parsemée de zones plus sombres, à texture grenue. Elle est constituée de grands cristaux vert très foncés d’amphibole, d’autres blancs laiteux étant du feldspath et d’autres translucides étant du quartz. Cet assemblage minéralogique est lié à un refroidissement lent caractéristique d'un magma chimiquement intermédiaire entre un magma granitique et un magma basaltique.
Sa composition, d'après H. Schumann (1957) est :
- plagioclase : 33 %
- hornblende : 26 %
- biotite : 20 %
- quartz : 16 %
- feldspath potassique : 4 %
- apatite, minéraux opaques : 1 %

## Utilisation
- Ornementation
- Construction
- Granulat

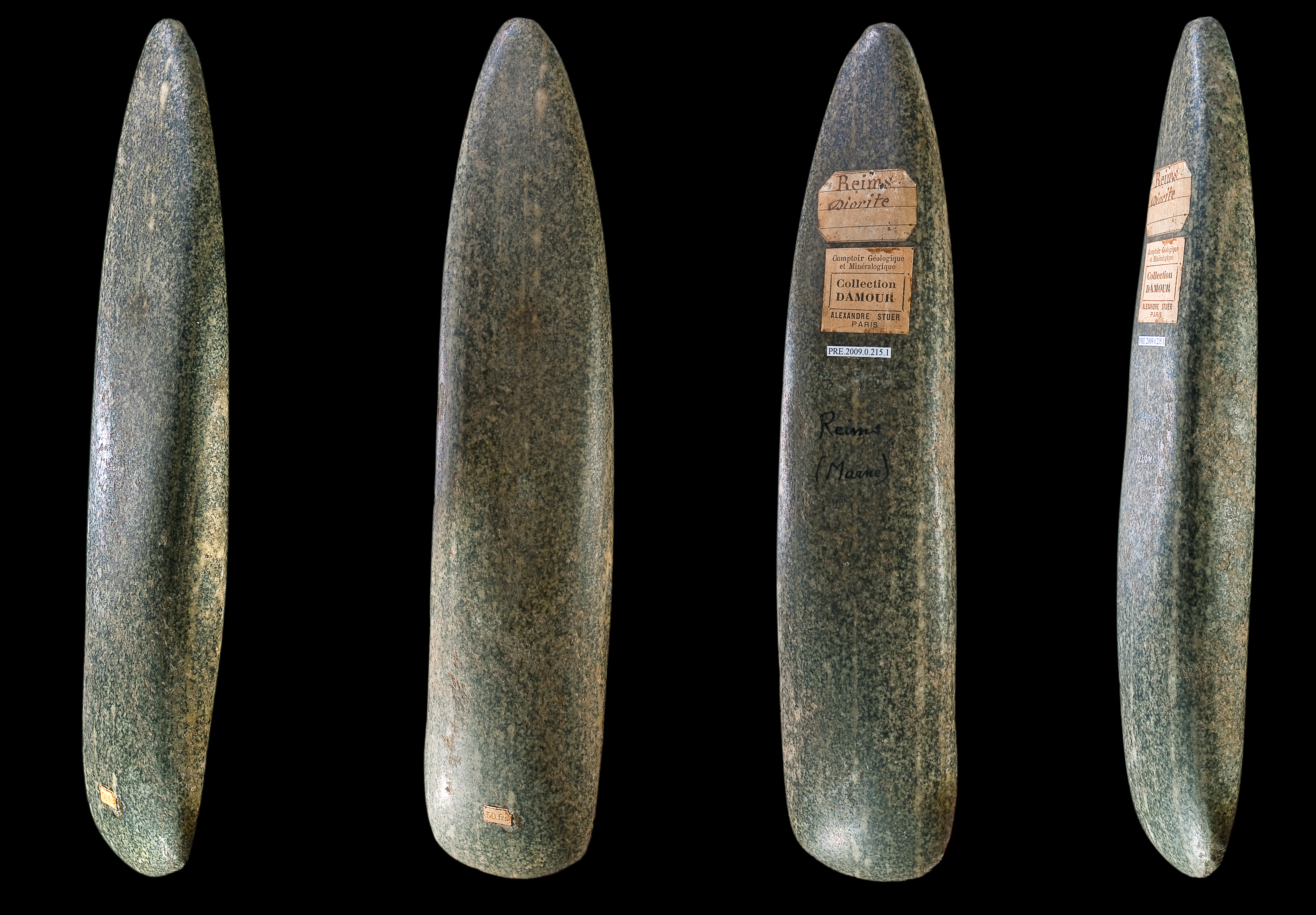
Hache polie en diorite néolithique
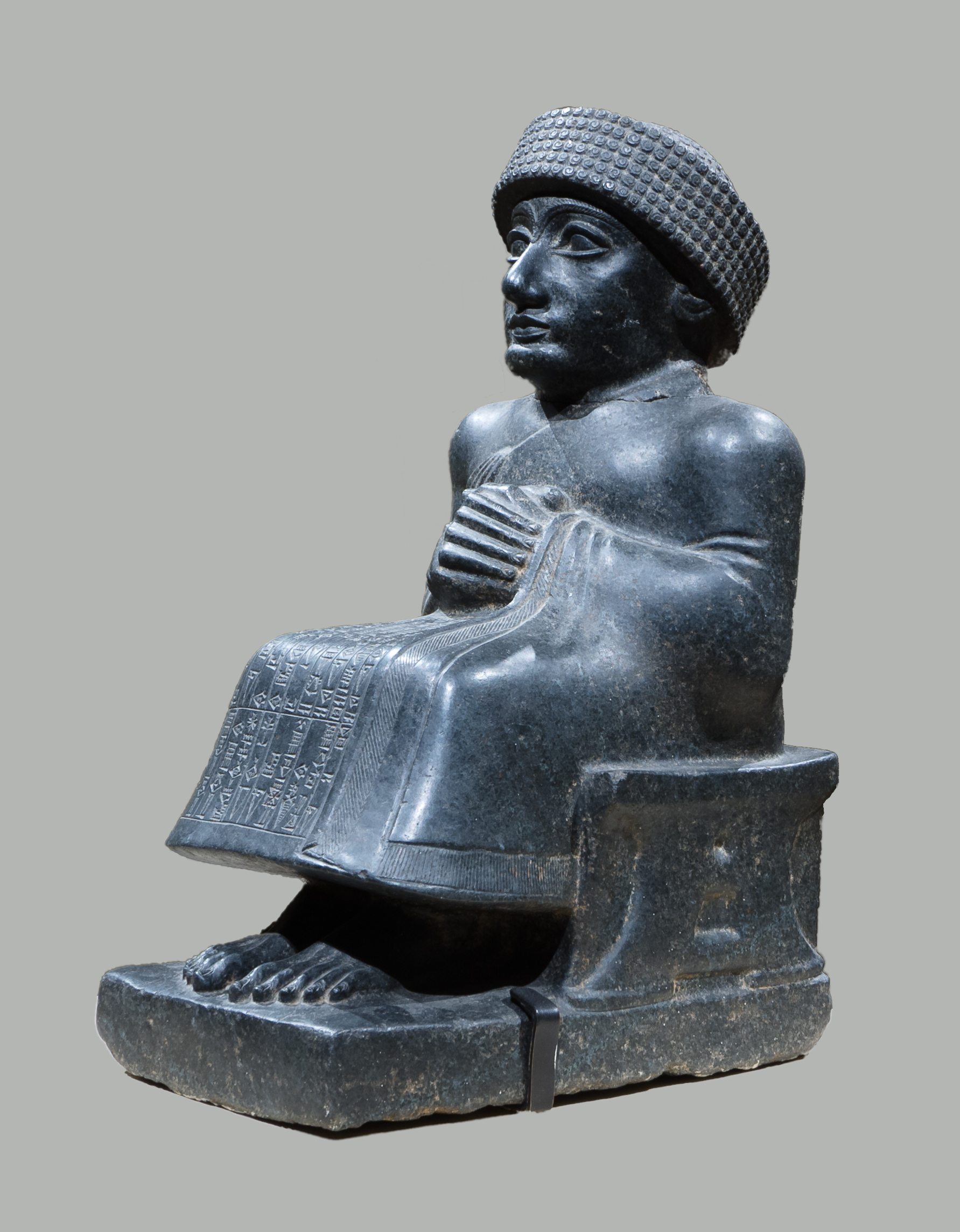
Statue de Gudea. Metropolitan Museum of Art
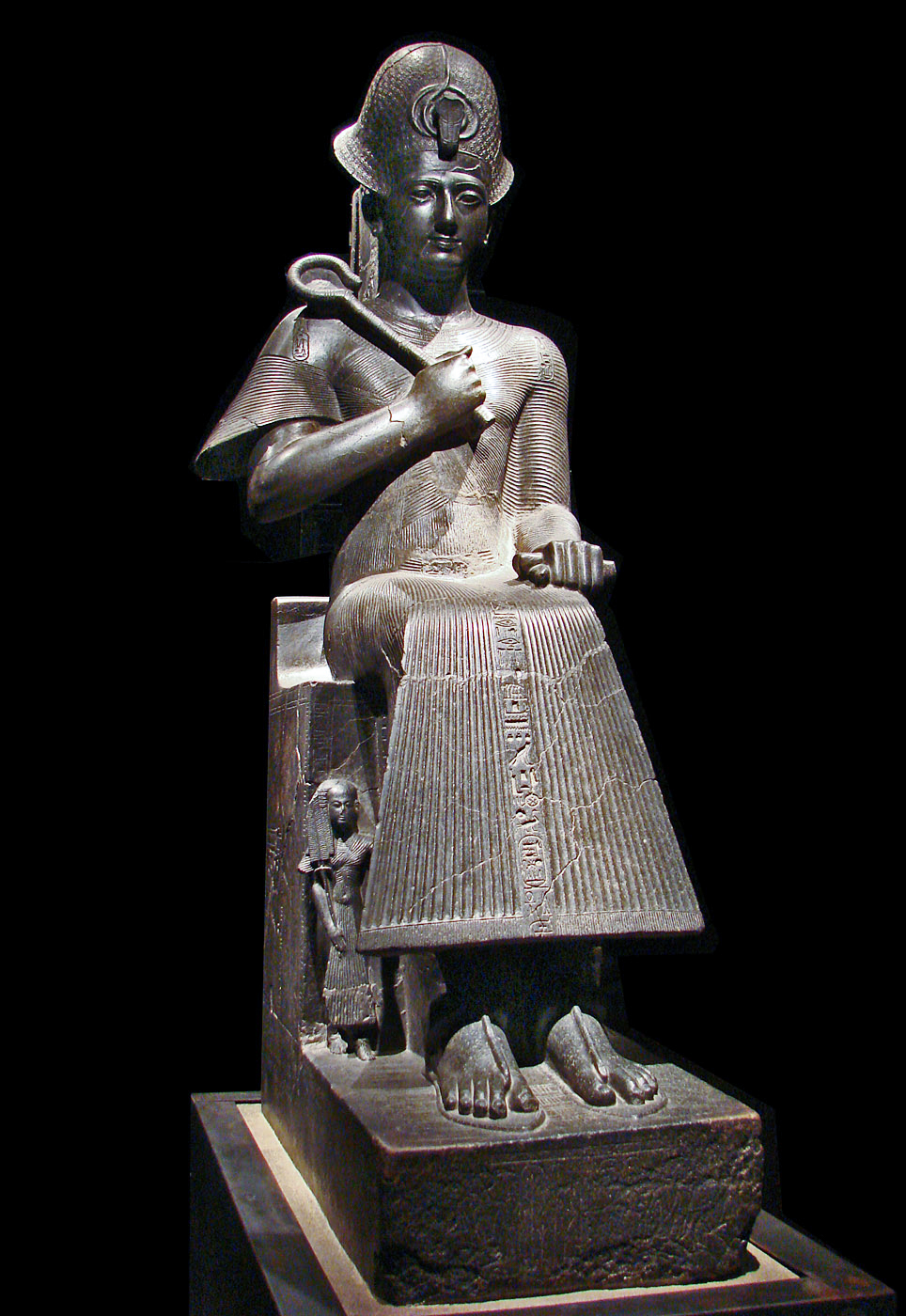
Ramsès II. Diorite, H 194 cm. Musée égyptologique de Turin